# عوسج رشيق
عَوْسَج رشيق أو عُلَّيق رشيق نبات دغلي معمر شائك من جنس العوسج موطنه الساحل الغربي لأمريكا الشمالية من غرب وسط ألاسكا إلى قَليفُرْنية، في الداخل حتى أيداهو. مثل العديد من الأنواع الأخرى في جنس العوسج، يحمل ثماراً صالحة للأكل، عادةً ما تكون صفراء برتقالية أو حمراء اللون، تشبه التوت في المظهر. ساقه متراكبة الفروع والأفنان تعلو من متر إلى ثلاثة أمتار. أوراقه مركبة ثلاثة. وريقاته سنانية مدببة نصلها خملي البشرة بارز العروق. أزهاره ثنائية التجميع أو فردية كبيرة القد جميلة الحمرة الزاهية.